# Cees Roozemond (1927-2008)
Cornelis Marinus Lauwerens (Cees) Roozemond (Sint Philipsland, 23 mei 1927 – Rotterdam, 18 november 2008) was een Nederlands journalist, politicus en bestuurder. Hij was onder meer burgemeester van Alkmaar. Roozemond was lid van de Partij van de Arbeid (PvdA).

## Loopbaan
Roozemond werd geboren in Sint Philipsland. Na het doorlopen van de HBS was hij aanvankelijk als journalist werkzaam voor achtereenvolgens het Nieuwsblad van het Noorden en Het Vrije Volk. Van 1965 tot eind 1966 was hij de eerste hoofdredacteur van het weekblad Voetbal International. Vervolgens werd Roozemond lid van het dagelijks bestuur van het Openbaar Lichaam Rijnmond. Deze functie verruilde hij in 1977 voor het burgemeesterschap van Alkmaar.
In Alkmaar maakte hij zich sterk voor stadsvernieuwing en de vestiging van nieuwe bedrijven en zorgde hij voor de bouw van lichtmasten in het plaatselijke stadion Alkmaarderhout. Na zijn pensionering in 1988 was hij waarnemend burgemeester in Smallingerland en Almere. Tot 2005 was hij woonachtig in het Friese Goënga. De laatste jaren van zijn leven woonde hij in het Rotterdamse appartementencomplex Montevideo.
Zijn zoon Cees Roozemond was van 2019 tot 2023 directeur van de voetbalclub sc Heerenveen.